# Sólheimar
Sólheimar (zwana też Sólheimar í Grímsnesi) – miejscowość w południowo-zachodniej Islandii, położona w dolinie rzeki Hvítá, niedaleko ujścia do niej jej dopływu Brúará, około 5 km na północ od jeziora Hestvatn. Wchodzi w skład gminy Grímsnes- og Grafningshreppur, w regionie Suðurland. Można do niej dojechać drogą nr 354, łączącą się z główną drogą gminy nr 35. Na początku 2018 roku zamieszkiwało ją 91 osób.
Sólheimar zostało założone przez islandzką działaczkę społeczną Sesselję Hreindís Sigmundsdóttir. Osada realizuje ideę ekowioski opartej na zasadzie zrównoważonego rozwoju społecznego, ekonomicznego i ekologicznego. Miejscowość zamieszkuje zróżnicowana społeczność, z czego połowę stanowią osoby ze specjalnymi potrzebami, m.in. osoby niepełnosprawne, długotrwale bezrobotne, byli więźniowie oraz osoby przewlekle chore. Prace w ekowiosce wspierają stażyści i wolontariusze.
Mieszkańcy ekowioski zajmują rolnictwem ekologicznym, leśnictwem, rzemiosłem. W miejscowości znaleźć można sklep z galerią, kawiarnię, piekarnię, salę sportową, siłownię i pływalnię oraz pensjonaty. Organizowane są wydarzenia i festiwale kulturalne. W 2002 roku otwarto centrum zrównoważonego rozwoju Sesseljuhus, w którym organizowane są konferencje i spotkania mieszkańców wioski oraz odwiedzających. Co roku, Sólheimar odwiedza 30-35 tys. turystów.